# Шабло, Жан-Марк
Жан-Марк Шабло́ (фр. Jean Marc Chabloz; род. 27 мая 1967, Монтрё) — швейцарский биатлонист, участник четырёх зимних Олимпийских игр.

## Карьера
Начал заниматься биатлоном в 1989 году. В 1991 году впервые выступил на международных соревнованиях — на чемпионате мира вместе с Элмаром Верленом, Эрнстом Штайнером и Гансом Петером Кнобелем стал 16-м.
За свою карьеру принял участие в 11 чемпионатах мира и 4 Олимпийских играх. Лучшим результатом на чемпионатах мира стало 10-е место в индивидуальной гонке, занятое в 1996 году в Рупольдинге.
Первыми Олимпийскими играми для швейцарца стали игры в Альбервиле в 1992 году, где в индивидуальной гонке он финишировал 54-м, а в спринте — 77-м. Лучшей гонкой для него стала индивидуальная гонка в Лиллехаммере в 1994 году, где Жан-Марк занял 45-е место.
В Кубке мира дебютировал в сезоне 1992/1993 в словенской Поклюке. В своей первой гонке – индивидуальной – он занял 37-е место и стал лучшим из швейцарцев. Наивысшими достижениями в карьере являются два 4-х места, занятых в индивидуальных гонках: в 1993 году на этапе в финском Контиолахти и в 2001 году на предолимпийской неделе в американском Солт-Лейк-Сити.
На протяжении 1990-х годов Жан-Марк Шабло был лучшим биатлонистом Швейцарии. Во внутренних соревнованиях защищал цвета лыжного клуба «Ружмон». В настоящее время работает смазчиком в команде Швеции по биатлону.

## Участие в Чемпионатах мира
| Год  | Место проведения  | Инд | Спр | Прс | МС | Ком | Эст |
| 1991 | ЧМ Лахти          | —   | —   | х   | х  | —   | 16  |
| 1993 | ЧМ Боровец        | 16  | 59  | х   | х  | —   | —   |
| 1995 | ЧМ Антхольц       | 60  | 75  | х   | х  | —   | 19  |
| 1996 | ЧМ Рупольдинг     | 10  | 54  | х   | х  | —   | 18  |
| 1997 | ЧМ Осрблье        | 29  | 13  | 22  | х  | 17  | 17  |
| 1998 | ЧМ Поклюка        | —   | —   | 26  | х  | —   | —   |
| 1999 | ЧМ Контиолахти    | 32  | 40  | 39  | —  | х   | —   |
| 2000 | ЧМ Хольменколлен  | 29  | 55  | 55  | —  | х   | —   |
| 2001 | ЧМ Поклюка        | 15  | 56  | 56  | —  | х   | 17  |
| 2003 | ЧМ Ханты-Мансийск | 61  | 31  | 30  | —  | х   | 15  |
| 2004 | ЧМ Оберхоф        | 47  | 42  | LAP | —  | х   | 19  |

## Участие в Олимпийских играх
| Год  | Место проведения | Инд | Спр | Прс | Эст |
| 1992 | Альбервиль       | 54  | 77  | х   | —   |
| 1994 | Лиллехаммер      | 45  | 60  | х   | —   |
| 1998 | Нагано           | 51  | DNF | х   | —   |
| 2002 | Солт-Лейк-Сити   | 61  | 64  | —   | 18  |

## Общий зачёт Кубка мира
- 1991/1992 — 42-е место
- 1992/1993 — 47-е место
- 1993/1994 — очков не набирал
- 1994/1995 — очков не набирал
- 1995/1996 — 51-е место
- 1996/1997 — очков не набирал
- 1997/1998 — 36-е место (55 очков)
- 1998/1999 — 32-е место (61 очко)
- 1999/2000 — 64-е место (5 очков)
- 2000/2001 — 39-е место (94 очка)
- 2001/2002 — 60-е место (33 очка)
- 2002/2003 — 79-е место (3 очка)